# Sangatsu Manga
Sangatsu Manga es la mayor editorial que publica mangas en Finlandia. Es una parte de la compañía Kolibri Kustannus, la cual se centra en publicar libros para niños. En el 2004 Sangatsu Manga fue la primera editorial finesa en vender la serie Dragon Ball.

## Mangas publicados por Sangatsu Manga
- .hack//Legend of the Twilight
- Astro Boy - Tetsuwan Atom
- Bleach
- Dragon Ball
- Dream Kiss
- Emma
- Fullmetal Alchemist
- Fruits Basket
- El castillo ambulante
- Kajika
- Naruto
- Nausicaä del Valle del Viento
- Neon Genesis Evangelion
- One Piece
- Sandland
- Cuentos de Terramar
- Tokyo Mew Mew
- Tokyo Mew Mew à la Mode
- Trinity Blood
- Yu-Gi-Oh!
- Zodiac P.I.